# 北海道道146号旭川鹰栖交流道线
北海道道146号旭川鹰栖连络线（日语：北海道道146号旭川鷹栖インター線）是一条位于北海道旭川市内的主要道级道路（北海道道）。

## 路線数据
- 起点：北海道旭川市旭岡5丁目（＝国道12号旭川新道交点）
- 終点：北海道旭川市近文7線南1号（＝道央自動車道 旭川鷹栖IC）
- 总長：0.8千米

## 经过的自治体
- 上川综合振兴局
  - 旭川市

## 主要连接道路
- 旭川市
  - 国道12号旭川新道
  - 道央自動車道 旭川鷹栖IC
  - 北海道道1125号岚山公园线＝近文7線南1号

## 历史
- 1994年4月1日 路線勘定（勘定時的路线编号为1109）。
- 1994年10月1日 路線编号变更。

过去曾是近文停車場嵐山公園線（路線编号为799）被废弃的一部分，重新勘定的路段。